# Ozai
Ozai, ou Senhor do Fogo Ozai, é um personagem fictício da série animada televisiva americana Avatar: The Last Airbender (br: Avatar: A Lenda de Aang), criado por Bryan Konietzko e Michael Dante DiMartino. É o principal antagonista da animação, sendo referenciado por outros personagens e mostrado apenas por silhuetas e sombras nas duas primeiras temporadas, tendo sua forma completa verdadeiramente revelada apenas na terceira e última temporada.

## Aparições

### Avatar: A Lenda de Aang

#### Livro Um: Água
Durante a primeira temporada, Ozai tem aparições em apenas três episódios, sendo eles: O Solstício de Inverno Parte 2: Avatar Roku, A Tempestade e O Cerco do Norte Parte 2. No primeiro episódio, ele aparece completamente envolto em sombras, durante uma visão mostrada por Roku a Aang, na qual o antigo Avatar avisa sobre a iminente chegada do cometa Sozin e as consequências que isso trará ao mundo. Em A Tempestade, o público é apresentado a um flashback que mostra a vida de Zuko antes de ser banido da Nação do Fogo, incluindo o Agni Kai que causou sua cicatriz no olho feita pelo próprio Senhor do Fogo. Já na season finale, Ozai aparece apenas nos últimos momentos do episódio enquanto conversa com Azula e ordena que ela capture o Avatar.

#### Livro Dois: Terra
Assim como na primeira temporada, o personagem aparece pouco, contabilizando apenas dois episódios de aparições. Em Zuko Alone, uma sequência de flashback mostra como Ozai conspirou para assassinar o Senhor do Fogo Azulon, seu pai, e tomar o trono para si.  Sua última participação na temporada é em The Guru, em uma visão que Aang tem enquanto medita para conseguir controlar o estado Avatar.

#### Livro Três: Fogo
É somente na terceira e última temporada da série que Ozai revela-se fisicamente de fato na série. Logo na estreia, em O Despertar, o público é apresentado formalmente ao personagem. Ele parabeniza Zuko por, aparentemente, ter conseguido se livrar do Avatar. Em Nightmares and Daydreams, Aang tem pesadelos constantes sobre a batalha contra a Nação do Fogo, visualmente pressentindo como sua iminente luta contra Ozai se realizará. The Day of the Black Sun, Part 2: The Eclipse mostra o decorrer da batalha durante o eclipse que tira momentaneamente a habilidade de dobra de fogo dos dominadores. Ozai é confrontado por Zuko, que decide se juntar ao Time Avatar. Contrariado, ele tenta matar Zuko usando a dobra de relâmpagos, mas o jovem consegue redirecionar o ataque e fugir. A season finale da série foi dividida em quatro episódios, intitulados primariamente de Sozin's Comet. Em The Phoenix King, Ozai, dominando quase todo o território global e sentindo que o titúlo de Senhor do Fogo se tornou muito pequeno para ele, se coroa como Rei Fênix, e decide passar o antigo manto para Azula.  Em seguida, durante os eventos de The Old Masters, Ozai se torna ainda mais poderoso com a chegada do cometa Sozin.  Em Into the Inferno, a batalha final entre Ozai e Aang finalmente tem inicio, com os dois personagens dando tudo de si. Aang, porém, se sente relutante em matar Ozai.  Por fim, em Avatar Aang, quando Ozai pensa que está prestes a vencer a batalha, ele acidentalmente faz com que Aang consiga desbloquear o estado Avatar, logo sendo completamente dominado pelos poderes do mestre de dominação de ar. Porém, mesmo com a batalha vencida, Aang se recusa a matar Ozai, com esse afirmando que, apesar de possuir "todo o poder do mundo", Aang continuava fraco. Então, usando a habilidade dada pela tartaruga-leão, Aang decide tirar a dominação de fogo de Ozai permanentemente. Em uma batalha de energias, a força de Ozai quase consegue dominar a de Aang, mas o Avatar se sobressai e consegue vencer. No fim, Ozai é aprisionado e Zuko torna-se o novo Senhor do Fogo, aproveitando o momento de derrota de Ozai para questioná-lo sobre o paradeiro de sua mãe.

## Em outras mídias

### Videogames
- Ozai é o chefe final no jogo Avatar: The Last Airbender - Into the Inferno, que adapta os eventos da terceira temporada da série, sendo lançado para Playstation 2, Wii, Xbox 360 e Nintendo DS.
- Ozai aparece no game Avatar: The Last Airbender - Quest for Balance, lançado para Playstation 4, Playstation 5, Xbox One, Xbox Series S/X e Nintendo Switch.

### Live-action
- Ozai tem uma participação na adaptação cinematográfica The Last Airbender, dirigida por M. Night Shyamalan e lançada em 2010. Ele é interpretado por Cliff Curtis.
- Ozai teve sua estreia na série produzida pela Netflix Avatar: The Last Airbender, lançada em 2024, logo na primeira temporada, sendo interpretado por Daniel Dae Kim.